# Idaea lividata
Idaea lividata är en fjärilsart som beskrevs av Carl Alexander Clerck 1759. Idaea lividata ingår i släktet Idaea och familjen mätare. Inga underarter finns listade i Catalogue of Life.